# 小笠原慎之介
小笠原 慎之介（おがさわら しんのすけ、1997年10月8日 - ）は、神奈川県藤沢市出身のプロ野球選手（投手）。左投左打。MLBのワシントン・ナショナルズ所属。
弟は関西独立リーグにある兵庫ブレイバーズに所属していた現社会人野球投手の小笠原智一。

## 経歴

### プロ入り前
小学1年生の時から善行スポーツ少年団で野球を始め、藤沢市立善行中学校では「湘南ボーイズ」に所属。2年夏には全国ベスト4入り、3年夏には全日本中学野球選手権大会 ジャイアンツカップで優勝を果たし、代表選手入りしたU-15アジアチャレンジカップでも優勝を経験した。この時期、元日米独立リーガーの長坂秀樹の野球塾で個人指導を受けていた。
東海大相模高校に進学すると、1年生だった2013年春からベンチ入り。2年生だった2014年夏は第96回全国高等学校野球選手権大会に出場し、吉田凌らと「140キロカルテット」として注目を集めたが、初戦で松本裕樹擁する盛岡大附属高校と当たり敗戦した。自身は1回1/3を投げ、無失点3奪三振と好投した。3年生の2015年夏には神奈川県大会で27回30奪三振、防御率0.00の成績で第97回全国高等学校野球選手権大会出場に貢献。甲子園では初戦の聖光学院高校戦ではリリーフ登板し、球速152 km/hを記録した（スカウトのスピードガンが計測、球場表示は151 km/h）。決勝戦の仙台育英高校戦にて佐藤世那と投げ合い、同点の9回表には優勝を決める勝ち越しソロ本塁打を打った。甲子園通算26回1/3、23奪三振、防御率3.08。また2015 WBSC U-18ワールドカップの日本代表に選出され、2試合8イニングを投げて防御率0.00の好投で準優勝に貢献したが、その後の国体は左肘滑膜炎の影響で登板を回避した。
2015年10月22日のプロ野球ドラフト会議前には、地元球団である横浜DeNAベイスターズや福岡ソフトバンクホークス、千葉ロッテマリーンズなどが指名を検討している旨が報じられており、DeNAの1位指名を予想する報道もあった。実際にはいずれも髙橋純平（ソフトバンクが交渉権獲得）の抽選に外れた中日ドラゴンズと北海道日本ハムファイターズから1位指名を受け、抽選の結果中日が交渉権を獲得。11月23日に契約金1億円プラス出来高5000万円、年俸1500万円（いずれも推定）という高卒選手では球団史上最高条件で仮契約を結んだ。12月11日に入団発表が行われ、背番号は11となった。担当スカウトは佐藤充。

### 中日時代
2016年は、開幕から二軍生活が続いていたが、5月31日に一軍に昇格し、対福岡ソフトバンクホークス戦（ヤフオクドーム）でデビューした。5回を投げて1安打1失点として勝利投手の権利を得て降板したものの、後を受けた投手が8回裏に逆転を許し勝ち星はつかなかった。9月4日の対読売ジャイアンツ戦（東京ドーム）戦で、7回3失点、10奪三振の好投で、プロ初勝利を飾った。この年は、打線の援護に恵まれなかったこともあり2勝に終わるが、防御率は3.36であった。シーズン終了後の11月、左肘遊離軟骨除去手術を受けた。
2017年は、前年11月の左肘の手術の影響から、開幕は二軍で迎えた。5月5日に一軍登録され、翌日の対読売ジャイアンツ戦（ナゴヤドーム）がこの年の一軍初登板になった。同月10日の対横浜DeNAベイスターズ戦（ナゴヤドーム）でシーズン初先発したが、5回3失点で敗戦投手となった。6月2日の対東北楽天ゴールデンイーグルス戦（ナゴヤドーム）に先発登板し、5回無失点でシーズン初勝利を挙げるとともに本拠地ナゴヤドームで初白星を手にした。6月16日の対埼玉西武ライオンズ戦（ナゴヤドーム）では自身にとって憧れの存在である菊池雄星と投げ合い、3本塁打を打たれ5失点したものの、自己最長となる8回を投げ切った。
しかし、この年もなかなか勝ち星が伸びず、8月5日の対読売ジャイアンツ戦（東京ドーム）では3本の被本塁打を喫して「3回1/3、8失点」でKOされるなど、「一発病」に苦しむことになった。9月19日の対読売ジャイアンツ戦（ナゴヤドーム）で2失点でまとめて、プロ初完投での勝利投手になる。最終的には、5勝8敗、防御率4.84、投球回119の成績であったが、シーズンを通して被本塁打の多さに苦しみ、最終的な被本塁打数は21（両リーグでワースト1位）であった。
2018年は、オープン戦などの好投が評価され、自身初の開幕投手を務めた。7月28日の対読売ジャイアンツ戦（東京ドーム）でプロ初完封勝利を挙げるなど、5勝を挙げていたが、8月11日の対東京ヤクルトスワローズ戦（ナゴヤドーム）で左肘の違和感を訴え、翌8月12日に登録抹消。9月4日に「左肘遊離体除去術および左肘頭形成術」を受けた。
2019年は、左肘手術からの復帰を目指していたが2月の投球練習中に左肩痛を発症し復帰が遅れ、6月24日のウエスタン・リーグの対広島東洋カープ戦で実戦復帰。一軍復帰登板となった8月10日の対横浜DeNAベイスターズ戦（横浜スタジアム）では5回2失点で勝利投手の権利を得て降板したが、後続投手が点差を守り切れずサヨナラ負け。3度目の登板となった8月28日の対阪神タイガース戦（阪神甲子園球場）で396日ぶりの勝利を挙げた。最終的には、3勝1敗、防御率2.56の成績を残した。
2020年は、プロ入り後最少となる4登板に終わり1勝しか挙げられず、防御率は7.11と自己ワーストの成績であった。
2021年は、柳裕也、大野雄大ともに先発3本柱を形成してローテーションを1年間守り抜き、自身初の規定投球回数に到達した。オフに、2150万円増となる推定年俸3600万円で契約を更改した。
2022年は、3月29日の本拠地開幕となる対横浜DeNAベイスターズ戦で先発したが7回3失点で敗戦投手となり、翌30日の練習中に喉の違和感を訴えPCR検査したところ、新型コロナウイルスに感染したことが判明し登録抹消。自主隔離を経て4月10日にチームの練習に合流した。5月3日の対横浜DeNAベイスターズ戦（横浜スタジアム）で復帰し、打線の援護や味方の好守備もありシーズン初勝利。前半戦は4勝6敗、防御率3.58の成績で終えた。9月は5試合に登板して、防御率1.51（リーグ2位）、4勝、35.2投球回、42奪三振（いずれもリーグ1位）などの成績が評価され、自身初の月間MVPを受賞した。最終的にシーズンを通して防御率2.76、10勝8敗と勝ち越し、奪三振はリーグ2位の142個を記録した。前年に引き続き規定投球回に到達し、さらに自身初の2桁勝利を達成した小笠原を、落合英二ヘッド兼投手コーチは「試合全体を見られるようになった」と評価した。また、同年はチームが苦戦した敵地の試合で7勝（3敗）を挙げ、立浪和義監督からも信頼を得た。11月28日には、3000万円アップの推定年俸6600万円で契約を更改した。
2023年は3月31日の読売ジャイアンツとの開幕戦（東京ドーム）で、5年ぶりとなる開幕投手を務め、8回5安打3失点145球の力投で、自身に白星こそ付かなかったもののチームを勝利に導いた。この年は自己最多となる160.2回を投げて防御率3.59、7勝12敗を記録。特に後半戦は1勝6敗と大きく失速した。12月19日、2700万円増となる推定年俸9300万円＋出来高払いで契約を更改した。
2024年は4年連続で規定投球回に到達したが、5勝11敗、防御率3.12に終わった。ポスティングシステムを使用したMLB挑戦が球団から認められ、12月10日に球団から申請された。

### ナショナルズ時代
2025年1月24日、ポスティング交渉期間終了間際にワシントン・ナショナルズと2年総額350万ドル（2025年が150万ドル、2026年が200万ドル）で契約を結んだ。背番号は16。オープン戦で5試合計12イニング投げて、防御率11.25と結果を残せず3月21日にマイナー降格を通達された。マイナーでの成績は2025年7月6日時点で1勝1敗防御率4.50だったが、主力投手の故障により、メジャー昇格。7月7日に、本拠地のナショナルズ・パークにてボストン・レッドソックス戦でメジャーデビューを果たすが、2回2/3を4失点で敗戦投手となり、試合終了後にはデーブ・マルティネス監督が解任された。 さらに、12日のミルウォーキー・ブルワーズにも先発されるも、4回3失点と奮わず、同試合終了後にマイナー降格となった。
8月2日にメジャー再昇格を果たし、15日のフィラデルフィア・フィリーズ戦で7回表2死からリリーフ登板しカイル・シュワーバーを三振に討ち取った後にチームが逆転したため、1/3回をわずか4球で投げた小笠原が勝利投手となり、メジャー初勝利を挙げた。

## 選手としての特徴
中日で活躍し、2012年に引退した同姓の左投手である小笠原孝を彷彿させる投球スタイルと、ゆったりとしたオーバースローのフォームから最速153km/hのストレートと決め球であるチェンジアップ、スライダー、ナックルカーブを投げ分ける。ストレートに関しては本人は「重い」と自己分析しており、ボールを受けた高校の後輩捕手が左手人差し指を腫らして悶絶したことがあるという。
特にチェンジアップの使い手であり、2016年～2017年の2シーズンでのチェンジアップの空振り率は、「22.2％（リーグ1位）→21.3％（リーグ3位）」と高い数値で推移している。高校時代からチェンジアップに磨きをかけており、ストレートと同じイメージで強く腕を振るために「遠投でチェンジアップを投げる」という練習方法をしていた。また、いわゆるフライボールピッチャーであり、2016年～2017年の2シーズンでのフライアウトの比率は、「49.4％→51.7％（リーグ1位）」である（リーグ平均値は「43.0％→42.6％」である）。それと引き換えに被本塁打の数が多く、2017年にはリーグワーストとなる21被本塁打を記録している。

## 人物

### 人物像
高校時代の同級生でライバルでもあった吉田凌とは親友である。
高橋周平は小学校・中学校と少年野球チームの先輩であり、プロでも同じチームでプレーすることになった。小笠原曰く、「小学校の時も公園で一緒に野球しました。同じチームで心強いです」。
球界では球団OBの山本昌、誕生日が同じというきっかけから小久保裕紀を敬愛している。また、目標とするプロとしての選手像は新庄剛志。
プロレス団体WWEの大ファン。また、プロレスラー個人では、藤波辰爾を敬愛している。内藤哲也のファンでもある。
SKE48の大ファンでもあり、推しメンは松井珠理奈である。小学校時代から松井を応援しており、「（AKB48のセンターを務めた2008年のシングル）『大声ダイヤモンド』の時から知っていました。めっちゃ若いな、一生懸命だなって思ってました。」と語っている。
食生活では、高校時代にトーストの上に白いご飯を乗せて焼いたものを食べていたことがある。プロ入り後はコメダのシロノワールがお気に入り。
ディーン元気とは共通の知人を通して知り合った仲。
TBS系のバラエティー番組「ジョブチューンSP」では女性芸能人に告白するのが恒例となっており、2022年はトリンドル玲奈にプロポーズの練習として公開プロポーズをした。2023年は松本若菜にプロポーズし失敗。2024年は井桁弘恵に交際を申し込んだが「私ホークスファンなんですみません」と失敗した。

### 社会貢献活動
2018年10月22日、出身地である神奈川県藤沢市の「藤沢市災害復興基金」へ100万円を寄付した。
2019年オフにドミニカ共和国でのウインター・リーグに参加した際に、「野球を通じた国際交流」に興味を持ち始め、2022年7月から本格的にブルキナファソへ野球用具を寄贈する「THE PROJECT11 ～世界に野球を届けよう～」というチャリティー企画を始動。小笠原が自費で購入した用具も含めて約1200点もの野球用具が集まり、10月14日にブルキナファソ大使館一等参事官を招いての贈呈式が開かれた。

## 詳細情報

### 年度別投手成績
| 年 度    | 球 団    | 登 板 | 先 発 | 完 投 | 完 封 | 無 四 球 | 勝 利 | 敗 戦 | セ 丨 ブ | ホ 丨 ル ド | 勝 率 | 打 者 | 投 球 回 | 被 安 打 | 被 本 塁 打 | 与 四 球 | 敬 遠 | 与 死 球 | 奪 三 振 | 暴 投 | ボ 丨 ク | 失 点 | 自 責 点 | 防 御 率 | W H I P |
| -------- | -------- | ----- | ----- | ----- | ----- | -------- | ----- | ----- | -------- | ----------- | ----- | ----- | -------- | -------- | ----------- | -------- | ----- | -------- | -------- | ----- | -------- | ----- | -------- | -------- | ------- |
| 2016     | 中日     | 15    | 12    | 0     | 0     | 0        | 2     | 6     | 0        | 0           | .250  | 310   | 72.1     | 56       | 7           | 40       | 0     | 2        | 58       | 4     | 0        | 30    | 27       | 3.36     | 1.33    |
| 2017     | 中日     | 22    | 19    | 1     | 0     | 0        | 5     | 8     | 0        | 0           | .385  | 522   | 119.0    | 124      | 21          | 53       | 1     | 1        | 105      | 7     | 0        | 65    | 64       | 4.84     | 1.49    |
| 2018     | 中日     | 17    | 17    | 1     | 1     | 0        | 5     | 6     | 0        | 0           | .455  | 466   | 107.1    | 108      | 15          | 47       | 0     | 3        | 73       | 2     | 0        | 53    | 49       | 4.11     | 1.44    |
| 2019     | 中日     | 7     | 7     | 0     | 0     | 0        | 3     | 1     | 0        | 0           | .750  | 155   | 38.2     | 34       | 5           | 7        | 0     | 2        | 32       | 4     | 0        | 12    | 11       | 2.56     | 1.06    |
| 2020     | 中日     | 4     | 4     | 0     | 0     | 0        | 1     | 3     | 0        | 0           | .250  | 85    | 19.0     | 22       | 4           | 8        | 0     | 1        | 16       | 0     | 0        | 17    | 15       | 7.11     | 1.58    |
| 2021     | 中日     | 25    | 25    | 0     | 0     | 0        | 8     | 10    | 0        | 0           | .444  | 615   | 143.1    | 141      | 16          | 51       | 1     | 4        | 115      | 4     | 0        | 60    | 58       | 3.64     | 1.34    |
| 2022     | 中日     | 22    | 22    | 0     | 0     | 0        | 10    | 8     | 0        | 0           | .556  | 592   | 146.2    | 127      | 9           | 39       | 1     | 1        | 142      | 4     | 0        | 47    | 45       | 2.76     | 1.13    |
| 2023     | 中日     | 25    | 25    | 1     | 1     | 0        | 7     | 12    | 0        | 0           | .368  | 665   | 160.2    | 153      | 14          | 41       | 1     | 4        | 134      | 3     | 0        | 69    | 64       | 3.59     | 1.21    |
| 2024     | 中日     | 24    | 24    | 0     | 0     | 0        | 5     | 11    | 0        | 0           | .313  | 602   | 144.1    | 151      | 9           | 22       | 2     | 4        | 82       | 2     | 0        | 59    | 50       | 3.12     | 1.20    |
| NPB：9年 | NPB：9年 | 161   | 155   | 3     | 2     | 0        | 46    | 65    | 0        | 0           | .414  | 4012  | 951.1    | 916      | 100         | 308      | 6     | 22       | 757      | 30    | 0        | 412   | 383      | 3.62     | 1.29    |

- 2024年度シーズン終了時
- 各年度の太字はリーグ最高

### 年度別守備成績
| 年 度 | 球 団 | 投手  | 投手  | 投手  | 投手  | 投手  | 投手     |
| 年 度 | 球 団 | 試 合 | 刺 殺 | 補 殺 | 失 策 | 併 殺 | 守 備 率 |
| ----- | ----- | ----- | ----- | ----- | ----- | ----- | -------- |
| 2016  | 中日  | 15    | 4     | 16    | 1     | 2     | .952     |
| 2017  | 中日  | 22    | 1     | 11    | 1     | 0     | .923     |
| 2018  | 中日  | 17    | 2     | 17    | 0     | 0     | 1.000    |
| 2019  | 中日  | 7     | 4     | 6     | 0     | 2     | 1.000    |
| 2020  | 中日  | 4     | 1     | 7     | 0     | 0     | 1.000    |
| 2021  | 中日  | 25    | 6     | 20    | 1     | 1     | .963     |
| 2022  | 中日  | 22    | 10    | 19    | 1     | 2     | .967     |
| 2023  | 中日  | 25    | 4     | 31    | 1     | 2     | .972     |
| 2024  | 中日  | 24    | 4     | 29    | 0     | 3     | 1.000    |
| NPB   | NPB   | 161   | 36    | 156   | 5     | 12    | .975     |

- 2024年度シーズン終了時
- 各年度の太字はリーグ最高

### 表彰
- 月間MVP：1回（投手部門：2022年9・10月）
- スピードアップ賞：1回（投手部門：2022年）

### 記録

#### NPB
初記録
投手記録
- 初登板・初先発登板：2016年5月31日、対福岡ソフトバンクホークス1回戦（福岡 ヤフオク!ドーム）、5回1失点で勝敗つかず
- 初奪三振：同上、1回裏に牧原大成から空振り三振
- 初勝利・初先発勝利：2016年9月4日、対読売ジャイアンツ20回戦（東京ドーム）、7回6被安打3失点10奪三振
- 初完投・初完投勝利：2017年9月19日、対読売ジャイアンツ24回戦（ナゴヤドーム）、9回6奪三振
- 初完封：2018年7月28日、対読売ジャイアンツ13回戦（東京ドーム）、9回9奪三振

打撃記録
- 初打席・初安打：2016年6月16日、対千葉ロッテマリーンズ3回戦（ナゴヤドーム）、3回裏に二木康太から遊撃内野安打
- 初打点：2017年9月19日、対読売ジャイアンツ24回戦（東京ドーム）、4回裏に吉川光夫から押し出し四球

その他の記録
- 開幕投手：2回（2018年、2023年）
- オールスターゲーム出場：1回（2023年）

#### MLB
初記録
投手記録
- 初登板・初先発登板：2025年7月6日、対ボストン・レッドソックス3回戦（ナショナルズ・パーク）、2回2/3を4失点で敗戦投手[54]
- 初奪三振：同上、1回表にロミー・ゴンザレスから空振り三振[53][54]
- 初勝利：2025年8月14日、対フィラデルフィア・フィリーズ7回戦（ナショナルズ・パーク）、7回表に3番手で救援登板、1/3を無失点

### 背番号
- 11（2016年[10] - 2024年）
- 16（2025年[49] - ）

### 登場曲
- 「かっとばせ!SONG」キャラメルペッパーズ（2016年 - 、打席時に使用）
- 「STARDUST」KAZSIN（2017年） - 内藤哲也のテーマ
- 「エース登板（アニメ『MAJOR』より）」中川幸太郎（2018年、登板時に使用）
- 「The Truth Reigns」Jim Johnson（2019年、登板時に使用）
- 「空の青さを知る人よ」あいみょん（2020年）
- 「Change」ONE OK ROCK（2021年）
- 「夢追いベンガル」あいみょん（2022年 - 2023年）
- 「真夏の夜の匂いがする」あいみょん（2022年 - 2023年）
- 「明日世界が終わるとしても」あいみょん（2022年 - ）

### 代表歴
- 2015 WBSC U-18ワールドカップ 日本代表